# Analytische Psychotherapie
Die analytische Psychotherapie (AP) ist die zusammenfassende Bezeichnung für eine bestimmte in Deutschland von der gesetzlichen Krankenkassenversorgung zugelassene Form der Psychotherapie. Es ist die Bezeichnung für eine psychoanalytisch begründete Psychotherapie. Der Begriff grenzt die analytische Psychotherapie von den sonstigen zugelassenen Verfahren der tiefenpsychologisch fundierten Psychotherapie, der Verhaltenstherapie und der Systemischen Therapie ab und wird auch als Abgrenzung zur „klassischen“ Psychoanalyse verwendet.
Die Verfahren „tiefenpsychologisch-fundierte Psychotherapie“ und „analytische Psychotherapie“ existieren in diese Differenzierung als Kassenleistung seit 1967 ausschließlich in Deutschland, international gibt es eine ähnliche kassenärztliche Versorgung nur in wenigen anderen Ländern (z. B. Finnland, Schweiz).

## Allgemeine Bedeutung
Die gesetzlichen Krankenkassen in Deutschland übernehmen derzeit vier Psychotherapieverfahren. Das sind die Verhaltenstherapie, die tiefenpsychologisch fundierte Psychotherapie, die Systemische Therapie und die analytische Psychotherapie. Die tiefenpsychologisch fundierte Psychotherapie und die analytische Psychotherapie gehören zu den psychoanalytisch begründeten Verfahren, das heißt, sie basieren theoretisch auf der Psychoanalyse und deren Weiterentwicklung, wozu neben den Entwicklungen innerhalb der Psychoanalyse als die bedeutendsten die Individualpsychologie nach Alfred Adler und die Analytische Psychologie nach Carl Gustav Jung gehören.
Die analytische Psychotherapie umfasst jene Therapieformen, die zusammen mit der neurotischen Symptomatik den neurotischen Konfliktstoff und vor allem die zugrunde liegende Struktur (Persönlichkeit) des Patienten behandeln und dabei das therapeutische Geschehen mit Hilfe der Übertragungs-, Gegenübertragungs- und Widerstandsanalyse unter Nutzung regressiver Prozesse in Gang setzen und fördern. Im Gegensatz dazu wird in der tiefenpsychologisch fundierten Psychotherapie eine Konzentration des therapeutischen Prozesses durch Begrenzung des Behandlungszieles, durch ein vorwiegend konfliktzentriertes Vorgehen und durch Einschränkung regressiver Prozesse angestrebt; sie fokussiert auf die Bearbeitung eines aktuellen Konfliktes, für den ein klarer Auslöser erkennbar ist. Die analytische Psychotherapie fokussiert Persönlichkeitsanteile, lebensüberdauernde Muster im Erleben und Verhalten, von Denk- und Bewertungsprozessen wie v. a. auch Muster in Beziehungen.
Die analytische Psychotherapie wird als Kurz- (EBM 35411 und 35412, bzw. 35523-3529) und Langzeittherapie (EBM 35415, bzw. 35533-35539) durchgeführt, folglich in Einzelsitzungen oder Gruppensitzungen. Sowohl Erwachsene können von Psychologischen Psychotherapeuten die speziell in der analytischen Psychotherapie ausgebildet sind und ärztlichen Psychotherapeuten mit der Zusatzbezeichnung Psychoanalyse behandelt werden, als auch Kinder und Jugendliche von ‚Analytischen Kinder- und Jugendlichenpsychotherapeuten‘.
Während bei Kinderanalysen der Therapeut in der Regel mit dem Kind in spielender Form interagiert, findet die Behandlung mit Jugendlichen zumeist als Gespräch, als responsiver Dialog im Gegenübersitzen statt. Dies trifft auch auf die Behandlung bei Erwachsenen zu, wobei hier – je nach Indikation – aber auch die Liegendbehandlung häufig ist, bei der der Patient auf einer Couch liegt und der Therapeut neben oder hinter dem Patienten, außerhalb dessen Sichtfeldes, sitzt.
Die analytische Psychotherapie wird von den gesetzlichen Krankenkassen bei Einzeltherapie mit 160 Stunden (nach bewilligter Verlängerung bis max. 300 Stunden insgesamt) mit in der Regel maximal drei Behandlungsstunden in der Woche als Einzelpsychotherapie übernommen (für einen einzelnen, kürzeren Behandlungsabschnitt im Rahmen einer analytischen Langzeitbehandlung können in Ausnahmen auch vier Stunden pro Woche genehmigt werden). Als Gruppentherapie kann sie mit einem Umfang von 80 Doppelstunden (nach bewilligter Verlängerung bis max. 150 Doppelstunden insgesamt) übernommen werden. Bei Kindern und Jugendlichen liegen diese Werte etwas niedriger.

## Indikation
Eine analytische Psychotherapie ist besonders dann angezeigt, wenn der Patient „an sich selbst leidet“, oder zum Beispiel wenn sich beim Patienten im Lebensverlauf keine rechte Lebenszufriedenheit einstellt bzw. eine überdauernde tiefe diffuse Lebensunzufriedenheit besteht oder zum Beispiel der Patient an eingeengten Erlebens- und Verhaltensweisen leidet. Sie ist ebenfalls indiziert bei wiederkehrenden, gleichen, neurotischen und verfestigten Mustern, wenn zum Beispiel wichtige Entwicklungsaufgaben (wie befriedigende Beziehungen, Partnerschaften, Familienplanung usw.) nicht bewältigt werden können. Ebenso bei einer durchgängig verfestigten chronisch neurotischen Entwicklung, die in eine tiefe Grundstörung eingebettet ist, wenn also aus der Biografie gewachsene und verfestigte neurotische Strukturen (Grundpersönlichkeit) und ihre Muster bereits im Inneren aufgrund ihres schweren neurotischen Charakters eigenen Krankheitswert entwickelt haben. Die analytische Psychotherapie ist auch dann besonders indiziert, wenn eine Fokussierung auf aktuelle Ziele und eine Bewältigung eines aktualisierten Konfliktes nicht die notwendigen größeren strukturellen Veränderungen erreichen würden, d. h. wenn hier also ein Bewältigen des aktuellen Konfliktes nicht ausreichen würde, um ein Wiederholen einer solchen Situation mit einer erneuten Erkrankung in der Zukunft auszuschließen, weil eine Bearbeitung der grundlegenden Muster und Persönlichkeitsanteile notwendig ist. Eine weitere Indikation für die analytische Psychotherapie stellt die bereits Jahre andauernde Chronifizierung einer psychischen Erkrankung dar. Des Weiteren gehören zum Indikationsspektrum einer analytischen Psychotherapie verschiedene Persönlichkeitsstörungen (vor allem die narzisstische, histrionische, anankastische, ängstlich-vermeidende, abhängige und schizoide Persönlichkeitsstörung).
Modifikationen einer analytischen Psychotherapie können dann notwendig sein, wenn zum Beispiel bei strukturellen Störungen und Traumafolgen eine zu starke therapeutische Regression vermieden werden muss und eher an den für diese Krankheitsbilder charakteristischen aktuellen interpersonellen Störungsmustern und der Schwierigkeit der Selbstregulation gearbeitet werden soll. Hier müssen die Intervention und das Setting (zum Beispiel Gegenübersitzen, niedrigere Stundenfrequenz) stärker auf die Möglichkeiten und Grenzen des Patienten zugeschnitten werden, was zum Beispiel bedeutet, dass stützende, strukturierende und bewältigungsorientierte Interventionen Vorrang haben können vor Interventionen, die zum Beispiel Beziehungskonflikte in der Übertragung deuten. Bei diesen klinischen Problemen ist die Frequenz der tiefenpsychologisch fundierten Psychotherapie unter Umständen zu gering, um die zwangsläufig auch in der therapeutischen Situation auftretenden negativen Übertragungskonstellationen in einem hinreichend dichten Prozess bearbeiten zu können (vgl. Rüger u. a. 2011). Dies trifft insbesondere auf schwerere Persönlichkeitsstörungen, wie schwere narzisstische Störungen oder Borderline-Persönlichkeitsstörungen gegebenenfalls mit Traumahintergrund und starken Spaltungstendenzen zu, also v. a. dann, wenn mit heftigen Übertragung- und Gegenübertragungsreaktionen gerechnet werden muss, und bei denen deshalb enger an den interpersonellen Störungsmustern sowie der Schwierigkeit der Selbstregulation gearbeitet werden soll (vgl. Reimer & Krüger 2006)

## Wissenschaftliche Definition
Der Begriff analytische Psychotherapie wird darüber hinaus auch zur Abgrenzung von der „klassischen“ Psychoanalyse verwendet, die hauptsächlich auf den psychotherapeutischen Techniken von Sigmund Freud basiert. Die hauptsächlichen Unterscheidungsmerkmale sind:
- Dauer: Eine klassische Psychoanalyse ist prinzipiell zeitlich unbegrenzt, und kann viele Jahre andauern. Hier wird keinerlei Beschränkung im Prozess der Psychotherapie vorgenommen. Bei der analytischen Psychotherapie werden klarere Zielvorgaben gesetzt.
- Setting: Das Setting bezeichnet die Rahmenbedingungen, in denen eine Psychotherapie vorgenommen wird. Das Setting der klassischen Psychoanalyse ist in der Regel mehrmalige Behandlungsstunden pro Woche, wobei normalerweise drei bis fünf Sitzungen angestrebt werden. Auch ist eine Besonderheit der klassischen Psychoanalyse die Liegendbehandlung, wobei der Patient auf einer Couch liegt, und der Analytiker sich außerhalb des Sichtfeldes des Patienten hinter ihn setzt. Die analytische Psychotherapie ist hinsichtlich des Settings offen. Sie wird sowohl in Liegendbehandlung als auch gegenübersitzend zwei bis drei Mal in der Woche durchgeführt.
- Die deutsche Psychotherapie-Richtlinie definiert die Psychoanalyse (im Sinne der „klassischen“ Psychoanalyse nach Freud und Nachfolgern, wie auch Jung und Adler) als Methode der Persönlichkeitsentwicklung, für die eine hohe psychische Stabilität und Gesundheit (Abwesenheit von ICD-10 Kap. F Diagnosen) erforderlich sei, nicht als Methode der Krankenbehandlung. Dem gegenüber ist die analytische Psychotherapie dezidiert als Methode der Krankenbehandlung konzipiert und definiert (ein Versuch zur strengen Unterscheidung findet sich bei Mertens[6]). Faktisch sind die Übergänge jedoch fließend, und nach neurosenpsychologischen Gesichtspunkten zudem fraglich. Unter psychotherapeutisch tätigen Psychoanalytikern ist es daher durchaus üblich, auch bei einer analytischen Psychotherapie im Sinne der Psychotherapie-Richtlinien von einer Psychoanalyse zu sprechen.[7] Hier geht es oft auch um das Meistern eines Spagates zwischen den Vorgaben der Richtlinien (und deren Vorteile für Behandler und Patient) und der „Reinhaltung“ der hochgesteckten analytischen Standards.[8]

## Psychodynamische Psychotherapie
Der Begriff Psychodynamische Psychotherapie wird von einigen Autoren (z. B. Rudolf 2010) vorgeschlagen: „Psychodynamische Psychotherapie als therapeutisches Verfahren umfasst alle analytisch begründeten Vorgehensweisen, die, wie z. B. die Analytische oder Tiefenpsychologisch fundierte Psychotherapie, methodische Varianten des Verfahrens darstellen.“ (S. 16). Psychodynamische Psychotherapie soll nach der Auffassung des Wissenschaftlichen Beirates für Psychotherapie (2004) als die Bezeichnung für alle psychoanalytisch begründeten Psychotherapieverfahren gelten, und zwar in dem Sinne, dass sie als ein einheitliches Therapieverfahren gelten soll; unter Aufhebung der Unterscheidung von analytischer und tiefenpsychologisch fundierter Psychotherapie. „Der Wissenschaftliche Beirat Psychotherapie sieht keine wissenschaftliche Grundlage für eine Unterscheidung zwischen tiefenpsychologisch fundierten und analytischen Psychotherapien als zwei getrennten Verfahren. Diese Unterscheidung ist lediglich sozialrechtlich bedingt und eine Besonderheit der Bundesrepublik Deutschland (…) Bei der psychodynamischen Psychotherapie handelt es sich um ein Verfahren, bei dem verschiedene Methoden und Techniken mit einem gemeinsamen störungs- und behandlungstheoretischen Hintergrund in den verschiedenen Settings zur Anwendung gelangen. (…) Die Psychodynamische Psychotherapie (PP) gründet auf der Psychoanalyse und ihren Weiterentwicklungen. Die Behandlungsprinzipien der PP bestehen in einer Bearbeitung lebensgeschichtlich begründeter unbewusster Konflikte und krankheitswertiger psychischer Störungen in einer therapeutischen Beziehung unter besonderer Berücksichtigung von Übertragung, Gegenübertragung und Widerstand. Dabei wird je nach Verfahren stärker im Hier und Jetzt oder im Dort und Damals gearbeitet, die Stundeninhalte sind je nach Verfahren strukturierter (Technik: Fokussierung) oder unstrukturierter (Technik: freie Assoziation) und der Therapeut greift jeweils auf eine stärker aktive oder eher zurückhaltendere Interventionstechnik zurück.“ (Wissenschaftlicher Beirat für Psychotherapie, 2004) Der Wissenschaftliche Beirat schlägt (daher) eine einheitliche Ausbildung vor, die dann zudem in einer Ergänzung von 2008 auch Behandlungen mit einer Dauer von mehr als 100 Stunden einschließt, also insofern eine Ausbildung analog der derzeitigen integrierten Ausbildung in analytischer und tiefenpsychologisch fundierter Psychotherapie entspricht: „Für die vertiefte Ausbildung zum Psychologischen Psychotherapeuten wie auch für die ärztliche Weiterbildung gilt weiterhin die Empfehlung des Wissenschaftlichen Beirats, dass sich angesichts der Vielfalt der Methoden und Techniken der Psychodynamischen Psychotherapie die Aus- bzw. Weiterbildung in diesem Verfahren nicht auf einzelne Methoden oder Techniken beschränken darf.“ (Wissenschaftlicher Beirat für Psychotherapie, 2008). Eine alleinige Ausbildung in tiefenpsychologisch fundierter Psychotherapie wäre damit also nicht mehr möglich.

## Wirksamkeitsnachweise
Im Gegensatz zu kognitiv-behavioralen Psychotherapieverfahren und der tiefenpsychologisch fundierten Psychotherapie lagen über viele Jahre keine empirischen Wirksamkeitsnachweise für analytische Psychotherapie und insbesondere analytische Langzeitpsychotherapie aus randomisiert-kontrollierten Studien vor. Das hat bzw. hatte vor allem mit der kritischen Sicht auf die als unzureichend gesehenen Operationalisierungmöglichkeiten von Ergebnis- und Prozessvariablen im Rahmen von quantitativer d. h. statistisch abgesicherter Forschung innerhalb der psychoanalytisch orientierten Psychotherapieforschung zu tun, die daher traditionell Einzelfallstudien oder andere Formen qualitativer Forschung als ergiebiger und aussagekräftiger ansieht und daher präferierte.
Mittlerweile liegen mit der Münchner Psychotherapiestudie sowie den Ergebnissen der LAC-Depressionsstudie Belege vor, die spezifische Veränderungen durch analytische Psychotherapie nachweisen. Beide Studien zeigen, dass analytische Psychotherapie insbesondere in der Langzeitwirkung anders als kognitiv-behaviorale und tiefenpsychologisch fundierte Psychotherapie wirkt: In der Münchner Psychotherapiestudie waren alle drei Verfahren bei rezidivierenden depressiven Störungen in der Symptomreduktion sehr wirksam, stabile Effekte (gemessen drei Jahre nach Behandlungsende) wurden allerdings nur durch analytische Psychotherapie bewirkt.
Weitere Wirksamkeitsnachweise und Studienergebnisse zu analytischer Psychotherapie, unter anderem zu Gesundheitsökonomischen Aspekten, sind im Open Door Review der Internationalen Psychoanalytischen Vereinigung.
Eine umfassende Liste mit inzwischen über 350 RCTs aus dem Bereich psychodynamischer Psychotherapie, die auch Studien zu analytisch orientierten Langzeitbehandlungen beinhaltet, wird vom schwedischen Wissenschaftler Peter Liliengren zusammengestellt und kontinuierlich aktualisiert.